# Hammarby IF Bordtennisförening
Hammarby IF Bordtennisförening är en idrottsförening som tillhör alliansföreningen Hammarby IF i Stockholm. Föreningen bildades 2010 ur Enskede Boll och Pucksällskap, som startades 1972, men Hammarby IF hade även en bordtennissektion under åren 1948–1957. I dag är Hammarby IF BTF en av Sveriges största bordtennisklubbar med mellan 400 och 500 medlemmar.

## Historia

### Bordtennissektionen Hammarby Bordtennis 1948–1957[2]
Hammarby IF hade en bordtennissektion under åren 1948–1957, innan den nuvarande föreningen bildades. BTK Söder gick in i Hammarby IF 1948 och redan 1952 gick man upp i högsta serien, vann den norra gruppen och tog SM-guld efter en final mot Djurgårdens IF BTF. I laget ingick Lars Pettersson, George ”Sappo” Tsappos och Curt Österholm. Lars Pettersson och George Tsappos spelade samma år SM-final i herrdubbel.
Säsongen 1955/1956 tog Hammarby SM-guld i lag igen. De vann då elitserien med Djurgården på andra plats. Laget bestod av Lars Pettersson, Björne ”Mellis” Mellström och Curt Österholm. Samma år vann Björne Mellström SM-guld i singel efter en final mot Curt Österholm.
Under bordtennissektionens tid spelade man sina matcher i Götahallen på Blekingegatan på Söder i Stockholm.
1956 lämnade Björn Mellström klubben för Djurgården. Hammarby saknade damlag och ungdomsverksamhet och utan sin stora stjärna tappade man energi. Bordtennissektionen lades ner 1957.

### Hammarby IF Bordtennisförening
Föreningen grundades 17 maj 2010. Det var Enskede BoPS, Enskede Boll och Pucksällskap, som hade tagit beslutet att gå in i Hammarbyalliansen. BoPS grundades 1972 och hade haft flera andra idrotter i sin verksamhet tidigare.